# Elliptikus integrál
Az elliptikus integrál fogalma onnan ered, hogy eredetileg egy ellipszis ívhosszának a problémáját vizsgálták; ezzel Giulio Fagnano és Leonhard Euler matematikusok foglalkoztak először.
Az elliptikus integrált f függvényként, a következőképpen definiálják:
{\displaystyle f(x)=\int \limits _{c}^{x}R\left(t,{\sqrt {P(t)}}\right)\,dt}
ahol R egy racionális függvény két argumentummal, P egy 3-ad- vagy 4-edrendű polinom, és c egy konstans.
Általában az elliptikus integrált nem lehet elemi függvényekkel kifejezni.
Ez alól kivétel, ha P ismétlődő gyökökkel rendelkezik, vagy ha R(x,y) nem tartalmazza y páratlan hatványait.
Megfelelő redukciós képlettel, minden elliptikus integrál olyan formába hozható, amelyekben racionális függvényeket tartalmazó integrálok vannak, és Legendre kanonikus képlete.
A Legendre-képlet mellett, az elliptikus integrál kifejezhető Carlson szimmetrikus formájában is.
Történetileg az elliptikus függvényt az elliptikus integrál inverz függvényeként fedezték fel.

## Argumentum jelölés
Az elliptikus integrál két argumentum függvénye. Ezeket az argumentumokat sokféle teljesen ekvivalens módon lehet kifejezni, (mind ugyanazt az elliptikus integrált jelöli).
Az egyik argumentum kifejezése:
- α, a moduláris szög
- k = sin α, az elliptikus modulus, vagy excentricitás;
- m = k2 = sin2α, a paraméter.

Bármely fenti mennyiség teljes mértékben meghatározza bármely másik kettőt (feltéve, ha azok nem negatívak).
Így ezek felcserélhetők, vagylagosan alkalmazhatok.
A másik argumentum, az amplitudó, φ, vagy x vagy u,  ahol  x = sin φ = sn u és sn az egyik Jacobi-féle elliptikus függvény.
Bármely mennyiség értékének specifikálása, meghatározza a többit.
u  is függ m -től.  
További összefüggések:
{\displaystyle \cos \varphi ={\textrm {cn}}\;u,\qquad {\textrm {}}\qquad {\sqrt {1-m\sin ^{2}\varphi }}={\textrm {dn}}\;u}.
Az utóbbit néha delta amplitudónak is hívják, és Δ(φ)= dn u-nek írják.

## Elsőfajú inkomplett elliptikus integrál
Az elsőfajú inkomplett elliptikus integrál, F definíciója:
{\displaystyle F(\varphi ,k)=F(\varphi \,|\,k^{2})=F(\sin \varphi ;k)=\int _{0}^{\varphi }{\frac {d\theta }{\sqrt {1-k^{2}\sin ^{2}\theta }}}}.
Ez az integrál trigonometrikus formája; behelyettesítve a {\displaystyle t=\sin \theta ,x=\sin \varphi }-t, megkapjuk a Jacobi-féle képletet:
{\displaystyle F(x;k)=\int _{0}^{x}{\frac {dt}{\sqrt {(1-t^{2})(1-k^{2}t^{2})}}}}.
Ezzel egyenlő, amplitudóval, és moduláris szöggel kifejezve:
{\displaystyle F(\varphi \setminus \alpha )=F(\varphi ,\sin \alpha )=\int _{0}^{\varphi }{\frac {d\theta }{\sqrt {1-(\sin \theta \sin \alpha )^{2}}}}}.
Jelölésünkben, a függőleges vonal, mint delimiter, jelzi, hogy a következő argumentum a “paraméter”, míg a visszaper-karakter jelzi, hogy ez a moduláris szög. 
A pontos vessző jelzi, hogy az előző argumentum, az amplitudó szinusza:
{\displaystyle F(\varphi ,\sin \alpha )=F(\varphi \,|\,\sin ^{2}\alpha )=F(\varphi \setminus \alpha )=F(\sin \varphi ;\sin \alpha )}.
{\displaystyle x={\textrm {sn}}(u;k)} -nel kapjuk:
{\displaystyle F(x;k)=u};
azaz, a Jacobi-féle elliptikus függvények az elliptikus integrálok inverzei.

## Másodfajú inkomplett elliptikus integrál
A másodfajú inkomplett elliptikus integrál, E trigonometrikus képlettel:
{\displaystyle E(\varphi ,k)=E(\varphi \,|\,k^{2})=E(\sin \varphi ;k)=\int _{0}^{\varphi }{\sqrt {1-k^{2}\sin ^{2}\theta }}\,d\theta }.
Behelyettesítve a {\displaystyle t=\sin \theta \;{\text{és}}\;x=\sin \varphi } egyenleteket, kapjuk a Jacobi képletet:
{\displaystyle E(x;k)=\int _{0}^{x}{\frac {\sqrt {1-k^{2}t^{2}}}{\sqrt {1-t^{2}}}}\,dt}.
Ezzel egyenlő, az amplitudóval, és moduláris szöggel kifejezett képlet:
{\displaystyle E(\varphi \setminus \alpha )=E(\varphi ,\sin \alpha )=\int _{0}^{\varphi }{\sqrt {1-(\sin \theta \sin \alpha )^{2}}}\,d\theta }.

## Harmadfajú inkomplett elliptikus integrál
A harmadfajú inkomplett elliptikus integrál, Π:
{\displaystyle \Pi (n;\varphi \setminus \alpha )=\int _{0}^{\varphi }{\frac {1}{1-n\sin ^{2}\theta }}{\frac {d\theta }{\sqrt {1-(\sin \theta \sin \alpha )^{2}}}}}, vagy
{\displaystyle \Pi (n;\varphi \,|\,m)=\int _{0}^{\sin \varphi }{\frac {1}{1-nt^{2}}}{\frac {dt}{\sqrt {(1-mt^{2})(1-t^{2})}}}}
Az n számot  karakterisztikának hívják, és bármely értéket felvehet, függetlenül a többi argumentumtól,
Figyeljük meg, hogy {\displaystyle \Pi (1;{\tfrac {\pi }{2}}\,|\,m)\,\!} értéke végtelen, bármely m-re.
Kapcsolat a Jacobi-féle elliptikus függvényekkel:
{\displaystyle \Pi (n;\,\mathrm {sn} (u;k);\,k)=\int _{0}^{u}{\frac {dw}{1-n\,\mathrm {sn} ^{2}(w;k)}}}.

## Elsőfajú komplett elliptikus integrál
Elliptikus integrálra akkor mondjuk, hogy “komplett”, ha az amplitudó φ=π/2 és ezért x=1.
Elsőfajú komplett elliptikus integrál, K definíciója:
{\displaystyle K(k)=\int _{0}^{\pi /2}{\frac {d\theta }{\sqrt {1-k^{2}\sin ^{2}\theta }}}=\int _{0}^{1}{\frac {dt}{\sqrt {(1-t^{2})(1-k^{2}t^{2})}}}},

### Speciális értékek
{\displaystyle K(0)={\tfrac {\pi }{2}}}
{\displaystyle K(1)=\infty }
{\displaystyle K\left({\tfrac {\sqrt {2}}{2}}\right)={\tfrac {1}{4{\sqrt {\pi }}}}\;\Gamma \left({\tfrac {1}{4}}\right)^{2}}
{\displaystyle K\left({\tfrac {1}{4}}({\sqrt {6}}-{\sqrt {2}})\right)=2^{-{\frac {7}{3}}}3^{\frac {1}{4}}\pi ^{-1}\Gamma \left({\tfrac {1}{3}}\right)^{3}}
{\displaystyle K\left({\tfrac {1}{4}}({\sqrt {6}}+{\sqrt {2}})\right)=2^{-{\frac {7}{3}}}3^{\frac {3}{4}}\pi ^{-1}\Gamma \left({\tfrac {1}{3}}\right)^{3}}

### Kapcsolat a Jacobi-féle 0-függvénnyel
{\displaystyle K(k)={\frac {\pi }{2}}\theta _{3}^{2}(q),}
ahol q egy speciális függvény:
{\displaystyle q(k)=\exp \left(-\pi {\frac {K^{\prime }(k)}{K(k)}}\right)}.

### Aszimptotikus kifejezések
{\displaystyle K(k)\approx {\frac {\pi }{2}}+{\frac {\pi }{8}}{\frac {k^{2}}{1-k^{2}}}-{\frac {\pi }{16}}{\frac {k^{4}}{1-k^{2}}}}
Ennek a közelítésnek a relatív pontossága jobb, mint 3×10−4 k < 1/2 esetében.

### Derivált és differenciál egyenlet
{\displaystyle {\frac {\mathrm {d} K(k)}{\mathrm {d} k}}={\frac {E(k)}{k(1-k^{2})}}-{\frac {K(k)}{k}}}
{\displaystyle {\frac {\mathrm {d} }{\mathrm {d} k}}\left[k(1-k^{2}){\frac {\mathrm {d} K(k)}{\mathrm {d} k}}\right]=kK(k)}

## Másodfajú komplett elliptikus integrál
A másodfajú komplett elliptikus integrál, E írja le az ellipszis kerületét.
Definíció:
{\displaystyle E(k)=\int _{0}^{\pi /2}{\sqrt {1-k^{2}\sin ^{2}\theta }}\ d\theta =\int _{0}^{1}{\frac {\sqrt {1-k^{2}t^{2}}}{\sqrt {1-t^{2}}}}dt},
vagy:
{\displaystyle E(k)=E({\tfrac {\pi }{2}},k)=E(1;k)}.
Hatványsorral is kifejezhető:
{\displaystyle E(k)={\frac {\pi }{2}}\sum _{n=0}^{\infty }\left[{\frac {(2n)!}{2^{2n}(n!)^{2}}}\right]^{2}{\frac {k^{2n}}{1-2n}}},
mely ekvivalens:
{\displaystyle E(k)={\frac {\pi }{2}}\left\{1-\left({\frac {1}{2}}\right)^{2}{\frac {k^{2}}{1}}-\left({\frac {1\cdot 3}{2\cdot 4}}\right)^{2}{\frac {k^{4}}{3}}-\cdots -\left[{\frac {\left(2n-1\right)!!}{\left(2n\right)!!}}\right]^{2}{\frac {k^{2n}}{2n-1}}-\cdots \right\}}.
A Gaussi hipergeometrikus függvény kifejezéseivel:
{\displaystyle E(k)={\tfrac {\pi }{2}}\,{}_{2}F_{1}\left({\tfrac {1}{2}},-{\tfrac {1}{2}};1;k^{2}\right)}.

### Speciális értékek
{\displaystyle E(0)={\tfrac {\pi }{2}}}
{\displaystyle E(1)=1\,\!}
{\displaystyle E\left({\tfrac {\sqrt {2}}{2}}\right)=\pi ^{\frac {3}{2}}\Gamma \left({\tfrac {1}{4}}\right)^{-2}+{\tfrac {1}{8{\sqrt {\pi }}}}\Gamma \left({\tfrac {1}{4}}\right)^{2}}
{\displaystyle E\left({\tfrac {1}{4}}({\sqrt {6}}-{\sqrt {2}})\right)=2^{\frac {1}{3}}3^{-{\frac {3}{4}}}\pi ^{2}\Gamma \left({\tfrac {1}{3}}\right)^{-3}+2^{-{\frac {10}{3}}}3^{-{\frac {1}{4}}}\pi ^{-1}({\sqrt {3}}+1)\Gamma \left({\tfrac {1}{3}}\right)^{3}}
{\displaystyle E\left({\tfrac {1}{4}}({\sqrt {6}}+{\sqrt {2}})\right)=2^{\frac {1}{3}}3^{-{\frac {1}{4}}}\pi ^{2}\Gamma \left({\tfrac {1}{3}}\right)^{-3}+2^{-{\frac {10}{3}}}3^{\frac {1}{4}}\pi ^{-1}({\sqrt {3}}-1)\Gamma \left({\tfrac {1}{3}}\right)^{3}}

### Derivált és differenciál egyenlet
{\displaystyle {\frac {\mathrm {d} E(k)}{\mathrm {d} k}}={\frac {E(k)-K(k)}{k}}}
{\displaystyle (k^{2}-1){\frac {\mathrm {d} }{\mathrm {d} k}}\left[k\;{\frac {\mathrm {d} E(k)}{\mathrm {d} k}}\right]=kE(k)}

## Harmadfajú komplett elliptikus integrál
A harmadfajú komplett elliptikus integrál, Π, melynek definíciója:
{\displaystyle \Pi (n,k)=\int _{0}^{\pi /2}{\frac {d\theta }{(1-n\sin ^{2}\theta ){\sqrt {1-k^{2}\sin ^{2}\theta }}}}}
Megjegyezzük,hogy néha a harmadfajú komplett elliptikus integrál definiálása az n karakterisztika inverz jelével történik,
{\displaystyle \Pi '(n,k)=\int _{0}^{\pi /2}{\frac {d\theta }{(1+n\sin ^{2}\theta ){\sqrt {1-k^{2}\sin ^{2}\theta }}}}}.

### Parciális deriváltak
{\displaystyle {\frac {\partial \Pi (n,k)}{\partial n}}={\frac {1}{2(k^{2}-n)(n-1)}}\left(E(k)+{\frac {1}{n}}(k^{2}-n)K(k)+{\frac {1}{n}}(n^{2}-k^{2})\Pi (n,k)\right)}
{\displaystyle {\frac {\partial \Pi (n,k)}{\partial k}}={\frac {k}{n-k^{2}}}\left({\frac {E(k)}{k^{2}-1}}+\Pi (n,k)\right)}

### Függvény kapcsolatok
Kapcsolat a Legendre-függvénnyel:
{\displaystyle K(k)E\left({\sqrt {1-k^{2}}}\right)+E(k)K\left({\sqrt {1-k^{2}}}\right)-K(k)K\left({\sqrt {1-k^{2}}}\right)={\frac {\pi }{2}}}.